# Armée de l'air indonésienne
La Tentara Nasional Indonesia Angkatan Udara (« Force aérienne de l'armée nationale indonésienne ») est la force aérienne de la république d'Indonésie.

## Histoire

### Les débuts
Quand la guerre du Pacifique éclate en 1941, il n'y a dans toutes les Indes orientales néerlandaises que deux pilotes indigènes dans l'aviation militaire de l'armée royale des Indes néerlandaises (Militaire Luchtvaart ou ML-KNIL). L'un des deux est le lieutenant Adisutjipto (dont l'ancien aéroport international de Yogyakarta porte le nom). L'autre pilote meurt lorsque son Martin B-10 est abattu par un chasseur japonais au large de la péninsule Malaise. Adisutjipto, affecté à un escadron de reconnaissance, survivra.
Il sera le seul pilote disponible lorsque l'armée de l'air indonésienne est fondée le 9 avril 1946 sous le nom d'Angkatan Udara Republik Indonesia ou AURI ("force aérienne de la république d'Indonésie"). Pour comparaison, l'Inde a 1 000 pilotes quand elle devient indépendante en 1947. Il y avait d'autres pilotes, mais leur formation n'était pas pour conduire tous les appareils[Quoi ?]. En revanche, l'AURI avait hérité d'une centaine d'appareils d'entraînement japonais Kawanishi K5Y1 "Churen".

### Le transfert par les Néerlandais

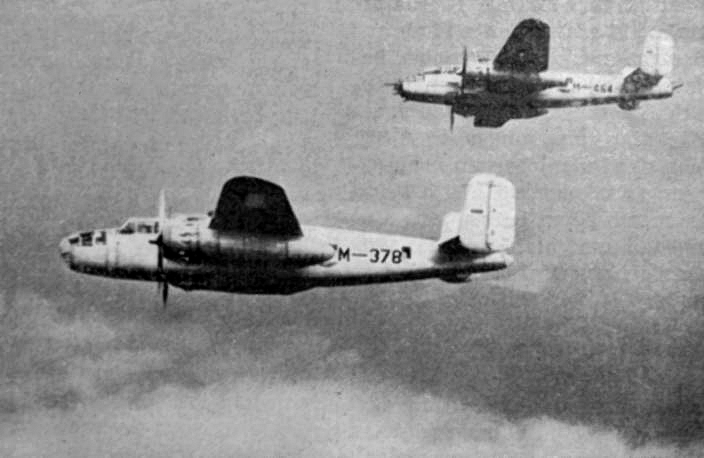
North American B-25 Mitchell de l'armée de l'air indonésienne en 1952

Après le transfert formel de souveraineté du royaume des Pays-Bas à la république d'Indonésie en 1949 à La Haye, l'AURI récupère le matériel et les installations de la ML. Sa flotte est ainsi composée de :
- 36 avions de transport Douglas C-47 Skytrain,
- 22 bombardiers North American B-25 Mitchell,
- 22 chasseurs North American P-51 Mustang,
- 18 avions d'observation Auster AOP 9,
- 40 avions d'entraînement North American AT-6 Harvard,
- 5 hydravions PBY-5 Catalina,
- 26 avions d'entraînement Vultee BT-13 Valiant et
- 4 avions de transport Lockheed L-12.

### Équipement américain
L'AURI achète ensuite 10 bombardiers Martin B-26 Marauder pour remplacer les B-25. Elle envoie aussi 60 officiers en formation aux États-Unis. Au moment de la conférence Afro-Asiatique de Bandung en 1955, l'armée de l'air indonésienne est la plus puissante d'Asie du Sud-Est.

### Équipement soviétique
En 1958 éclate la rébellion séparatiste du PRRI/Permesta à Padang (Sumatra occidental) et Manado (Sulawesi du Nord), soutenue par les États-Unis. L'Indonésie est frappée d'un embargo américain. L'Indonésie se tourne alors vers l'Union soviétique et acquiert des bombardiers biréacteurs Tupolev Tu-16. Par ailleurs, la république populaire de Chine met à la disposition 12 bombardiers Tupolev Tu-2, 24 chasseurs bombardiers Lavotchkine La-11 et 12 chasseurs Mikoyan-Gourevitch MiG-17. Enfin, l'Union soviétique livre aussi à l'Indonésie son chasseur le plus moderne, le Mikoyan-Gourevitch MiG-21, faisant de l'armée de l'air indonésienne la seule de l'hémisphère sud à posséder des appareils capables de voler à Mach 2.

### Équipement occidental
La situation changera après le mouvement du 30 septembre 1965 et la répression anti-communiste qui s'ensuit. L'Indonésie renoue avec les États-Unis mais est tellement endettée qu'elle doit réduire son budget de défense. En plus, l'implication de l'armée de l'air dans le mouvement (six généraux avaient été enlevés et emmenés à la base aérienne de Halim près de Jakarta) la rendait suspecte aux yeux du nouveau régime de Soeharto, issu de l'armée de terre.

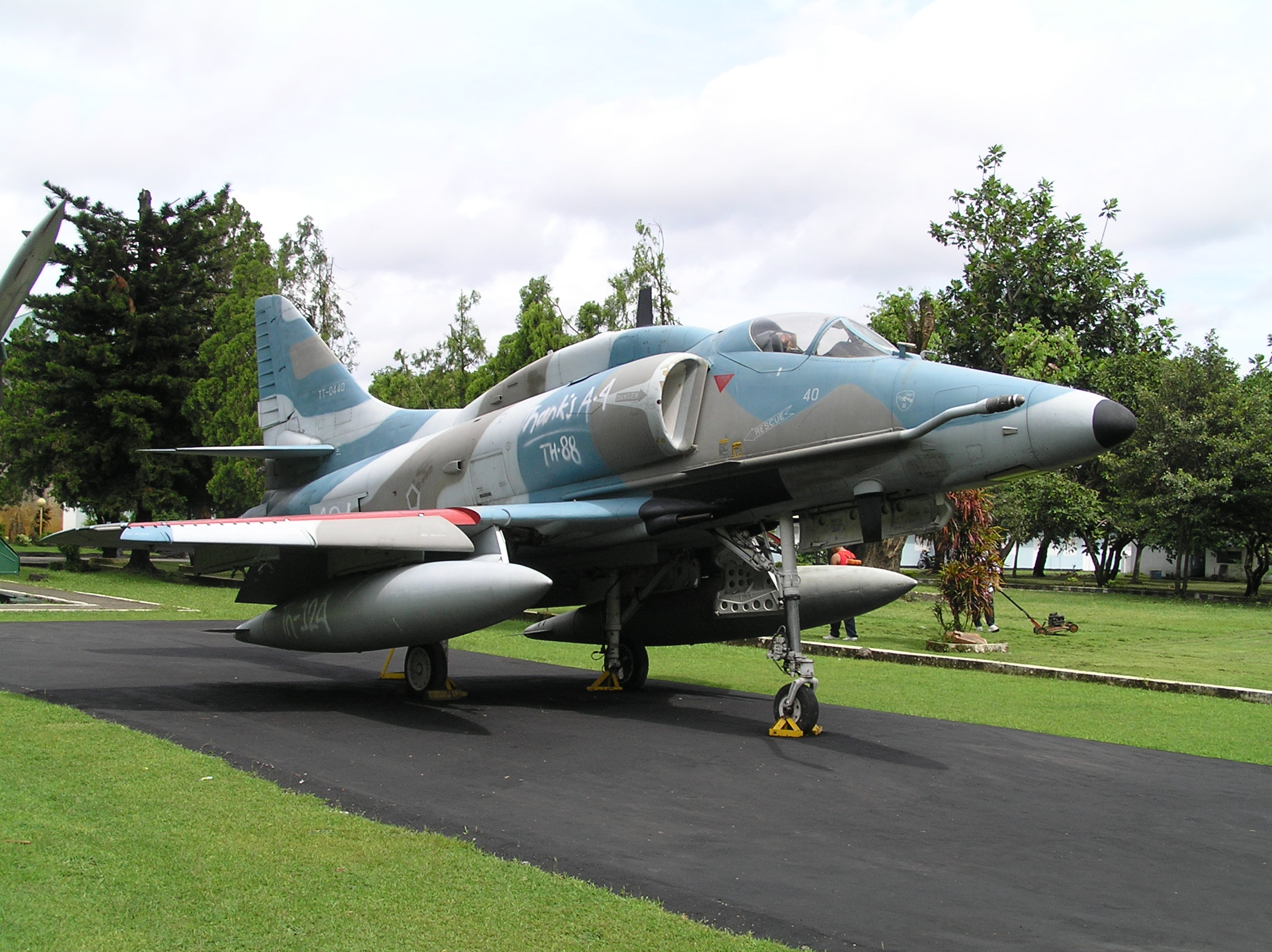
Douglas A-4 Skyhawk indonésien dans un musée. Il est équipé de canons DEFA 30 mm et d'une avionique différentes des standards américains.

Graduellement, le matériel d'origine soviétique se détériore faute de pièces de rechange. L'armée de l'air sera finalement autorisée à se rééquiper. Elle acquiert des avions d'entraînement américains T-33, des chasseurs CAC Sabre de la Royal Australian Air Force, des avions de liaison et  d'attaque au sol Rockwell OV-10 Bronco, des A-4E Skyhawk de l'armée de l'air israélienne, des chasseurs BAE Hawk, des F-5E/F Tiger II et finalement des F-16 A/B.

### L'embargo américain
L'armée de l'air indonésienne a été l'objet d'un embargo des États-Unis à la suite des violences qui ont suivi un référendum au Timor oriental en 1999, où près de 80 % de la population avait voté en faveur de l'indépendance. Cet embargo a notamment cloué au sol ses General Dynamics F-16 Falcon et A-4 Skyhawk, qui constituaient alors près de 80 % de sa flotte de combat. En réponse à l'embargo, l'Indonésie avait acheté en 2003 deux Soukhoï Su-27 Flanker (puis 3 Soukhoï Su-27SKM seront livrés en septembre 2011) et deux Soukhoï Su-30 Flanker-D, toujours en 2003 (un contrat pour 6 Soukhoï Su-30MK2 additionnels sera signé le 29 décembre 2011, les appareils étant livrés à partir de février 2013).

### Une politique de diversification reflétant un désir de non-alignement
Le 3 septembre 2015, le ministère de la Défense indonésien a annoncé sa décision de remplacer les 9 Northrop F-5 Freedom Fighter restants par des Soukhoï Su-35 qui devaient être livrés au début des années 2020 et à cette occasion, le ministre a réaffirmé la politique indonésienne de non-alignement, reflétée par des achats de matériels aussi bien américains que chinois ou russes. Cependant, le 13 mars 2020, la commande est annulée sous la pression des États-Unis.
Le 10 janvier 2022, le gouvernement indonésien signe un contrat pour six chasseurs Dassault Rafale. La commande totale prévoit la livraison de 42 de ces avions de combat à partir de 2026. La vente pour 733 millions d'euros auprès d'Excalibur International, une filiale du groupe de défense tchèque CSG, de 12 Mirage 2000-5 ex qataris est confirmé le 16 juin 2023.

## Incidents
Le défi pour l'Indonésie est de pouvoir surveiller son espace aérien avec des moyens encore insuffisants. Comme le reconnaissait le commandant de la défense aérienne indonésienne, le général de division aérienne Hadiyan Sumintaatmadja, en novembre 2014, après l'interception d'un avion civil, "c'était alors par hasard en effet". Pour l'instant, les moyens d'interception de l'armée de l'air indonésienne se limitent à un escadron de F-16 et un de F-5 basés à Iswahyudi dans l'est de Java, un escadron de Su-27/Su-30 basé à Makassar dans le sud de Célèbes et un embryon d'escadron de F-16 basé à Pekanbaru dans l'est de Sumatra. Si un appareil étranger pénétrait l'espace aérien indonésien à Medan à l'ouest ou à Sorong à l'est, l'armée de l'air est impuissante : "Pour aller à Sorong il faut environ 2 heures, à Medan aussi environ 2 heures avec un Sukhoi ou un F-16. Ce que nous pouvons faire se limite à observer, puis faire un rapport au commandant de l'armée, pour faire une note diplomatique". À l'époque, l'Indonésie n'avait pas encore reçu les premiers F-16 pour former l'escadron de Pekanbaru. Par ailleurs, des négociations ont commencé pour l'acquisition d'un escadron de Su-35 pour remplacer les neuf F-5 d'Iswahyudi.
Le 14 janvier 2019, deux F-16 interceptent un Boeing 777 d'Ethiopian Airlines immatriculé ET-AVN se rendant d'Addis Abeba à Hong Kong sans autorisation de survol du territoire indonésien.
Le 31 octobre 2018, deux avions interceptent un Airbus A320 immatriculé V8-RBT (c'est-à-dire de Brunei) qui avait illégalement pénétré l'espace aérien des îles Riau.
Le 9 novembre 2015, un Cirrus SR-20 du loueur d'avions américain Aircraft Guaranty, piloté par le lieutenant commander (l'équivalent d'un capitaine de corvette français) James P. Murphy de la US Navy, qui se rendait de Mindanao aux Philippines, à l'aéroport de Seletar à Singapour, est intercepté par deux Sukhoi de la base aérienne Hasanuddin de Makassar, et contraint de se poser à l'aéroport de Tarakan (Kalimantan du Nord). L'avion voulait faire un raccourci en survolant Ambalat (en) mais n'avait pas les autorisations nécessaires.
Le 3 novembre 2014, deux Sukhoi de Hasanuddin interceptent un biréacteur Gulfstream saoudien immatriculé HZ-103 qui volait des Philippines vers l'Australie sans autorisation pour traverser l'espace aérien indonésien et l'ont forcé à atterrir sur l'aéroport El Tari à Kupang.
Le 28 octobre 2014, deux F-16 stationnés à l'aéroport de Batam près de Singapour interceptent un avion civil qui volait de Colombo au Sri Lanka à Singapour.
Le 28 octobre 2014, deux Sukhoi décollent de l'aéroport de Batam pour intercepter un Beechcraft King Air BE9L immatriculé VH-PKF (c'est-à-dire en Australie) mais piloté par un instructeur militaire singapourien avec deux élèves chinois. L'avion a été contraint d'atterrir sur la base aérienne Supadio à Pontianak.
Le 22 octobre 2014, un bimoteur Beechcraft Travel Air piloté par deux Australiens est intercepté par deux Sukhoi de Makassar et forcé d'atterrir sur la base aérienne Sam Ratulangi de Manado. Il avait pénétré l'espace aérien indonésien mais refusé d'en sortir sur l'injonction de la base de Manado. L'avion était parti de Darwin et se rendait aux Philippines.
Rien que dans les 9 premiers mois de 2013, l'armée de l'air indonésienne a dû par 4 fois forcer des appareils étrangers, dont un Dornier 328 de l'US Air Force, à atterrir parce qu'ils avaient violé l'espace aérien indonésien.
En 2012, deux Sukhoi Su-30, également de Makassar, forcent un Cessna 208 à atterrir sur l'aéroport international Sultan Aji Muhamad Sulaiman de Balikpapan.
En 2011, ç'avait été le cas d'un Boeing 737-300 de la Pakistan International Airlines, et un appareil transportant le vice-premier ministre de la Papouasie-Nouvelle-Guinée Belden Namah.
En juillet 2003, deux F-16 armés décollent en urgence de la base aérienne Iswahyudi pour intercepter cinq F/A-18 Hornet de la US Navy qui manœuvraient au-dessus de l'île de Bawean à l'est de Java. L'incident s'est terminé pacifiquement après un échange de signaux manuels Friend or Foe. Un porte-parole indonésien a ensuite expliqué que les appareils avaient demandé l'autorisation d'entrer dans l'espace aérien indonésien pour escorter un porte-avions, mais que la demande était arrivée trop tard au quartier général de la défense aérienne à Jakarta pour des raisons bureaucratiques.
En 2000, 5 appareils de la Royal Australian Air Force ont été interceptés.

## Organisation
L'armée de l'air indonésienne est organisée en trois commandements opérationnels (KOOPSAU), un à base aérienne Halim Perdanakusuma à Jakarta, à la base aérienne Hasanuddin à  Makassar dans South Sulawesi au sud de Celebes et à la base aérienne de Biak.
Les unités, skadron udara ("escadrons aériens") sont réparties entre ces 2 commandements.

### KOOPSAU I
| Base                | Ville      | Province              |
| ------------------- | ---------- | --------------------- |
| Roesmin Nurjadin    | Pekanbaru  | Riau                  |
| Supadio             | Pontianak  | Kalimantan occidental |
| Halim Perdanakusuma | Jakarta    | Jakarta               |
| Suryadarma          | Purwakarta | Java occidental       |
| Atang Sendjaja      | Bandung    | Java occidental       |
| Adisutjipto         | Yogyakarta | Yogyakarta            |

### KOOPSAU II
| Base               | Ville    | Province        |
| ------------------ | -------- | --------------- |
| Iswahyudi          | Madiun   | Java oriental   |
| Abdurrachman Saleh | Malang   | Java oriental   |
| Sultan Hasanuddin  | Makassar | Sulawesi du Sud |

### KOOPSAU III
| Base         | Ville    | Province                            |
| ------------ | -------- | ----------------------------------- |
| El Tari      | Kupang   | Petites îles de la Sonde orientales |
| Silas Papare | Jayapura | Papua                               |
| Manuhua      | Biak     | Papua                               |

## Unités
A ses débuts, l'armée de l'air indonésienne possédait 5 escadrons, numérotés de 1 à 5 :
- 1 : combat tactique,
- 2 : transport léger,
- 3 : chasse,
- 4 : transport léger,
- 5 : observation,

Les numéros 6 à 9 étaient réservés à des escadrons d'hélicoptères. Par la suite, les numéros 11 à 19 ont désigné des escadrons de combat, 21 et 22 de bombardement, 31 et 32 de transport lourd, et 41 et 42 de bombardement à long rayon d'action.
En 2015, l'armée de l'air indonésienne était composée des unités suivantes :

## LeKopasgat(id)
L'armée de l'air indonésienne possède en outre un corps de troupes spéciales, le Kopasgat ou Komando Pasukan Gerak Cepat ("commandement des troupes de réaction rapide"), dont le rôle premier est la protection des bases aériennes. Fort d'un peu plus de 7 300 hommes, ce corps est organisé en 3 wings (équivalentes à un régiment) et un détachement anti-terroriste :
- La Wing I, basée à Jakarta, et constituée de 3 bataillons basés à Jakarta et dans la province de Riau et de 3 compagnies basées respectivement à Medan (Sumatra du Nord), Subang (Java occidental) et Kupang (Timor);
- La Wing II, basée à Malang (Java oriental), et constituée de 3 bataillons basés respectivement à Madiun (Java oriental), Malang et Makassar (sud de Célèbes) et de 3 compagnies basées respectivement à Yogyakarta (Java central) et Biak (Papouasie);
- La Wing III basée à Bandung (Java occidental);
- Le détachement Bravo 90 anti-terroriste basé à Bogor (Java occidental).

La devise du Korpaskhas est : "Karmaye Vadikarate Mafalesu Kadatjana". Elle est tirée de la Bhagavad Gita, chapitre 2, verset 47 :
"karmaṇy evādhikāras te mā phaleṣu kadācana
mā karma-phala-hetur bhūr mā te sańgo 'stv akarmaṇi."
La devise peut se traduire par : "Tu as le droit d'accomplir les tâches qui t'incombent, mais tu n'as pas de droit sur les résultats de tes actions."

## Flotte
L'armée de l'air indonésienne possède un peu plus de 300 appareils (2013), dont 66 avions de combat et 63 hélicoptères
,. L'objectif est notamment d'avoir 8 escadrons de 16 avions de combat Sukhoi Su-27 et Sukhoi Su-30 chacun en 2014. A cause de la pression des Etats-Unis, l'armée de l'air indonésienne devra renoncer à ce projet.
Début janvier 2019, elle commande 8 hélicoptères H225M, ce qui porte l'effectif à 14 lors de leur livraison le 1er décembre 2023.
En 2021, l'Indonésie commande 6 avions T-50 supplémentaires, portant à 20 le nombre d'avions en service.
| Appareil                                                              | Origine            | Rôle                                                                                                | Versions | En service       | Notes |
| Avions de combat                                                      | Avions de combat   | Avions de combat                                                                                    | Avions de combat | Avions de combat | Avions de combat |
| --------------------------------------------------------------------- | ------------------ | --------------------------------------------------------------------------------------------------- | --- | ---------------- | --- |
| General Dynamics F-16 Fighting Falcon                                 | États-Unis         | Avion multirôle                                                                                     | F-16A Block-15 OCU F-16B Block-15 OCU F-16C Block 32+ (à partir de Block 25) ou F-16D Block 32+ (à partir de Block 25) | 7 3 24           | L'Indonésie a acquis 12 F-16 en 1989 et 90 dans le cadre du programme "Peace Bima". 2 ont été perdus dans des accidents différents. L'un, immatriculé TS-1604, s'est écrasé en 1992 à Trenggalek. Le pilote avait réussi à s'éjecter. L'autre, immatriculé TS-1607, s'est écrasé en 1997 sur la base de Halim, tuant le pilote. 24 F-16 C/D Block 25 de l'inventaire de la United States Air Force, améliorés en Block 32+, ont été livrés en février 2018. Les F-16 A/B OCU Block 15 actuels sont améliorés MLU. |
| Sukhoi Su-27                                                          | Russie             | Chasseur de supériorité aérienne                                                                    | Su-27SK Su-27SKM | 2 3              | 3 Su-27SKM livrés en septembre 2011. Ils peuvent être armés avec des bombes et des missiles fabriqués localement. Il est envisagé de mettre à niveau les 2 Su-27SK au standard SKM. |
| Sukhoi Su-30                                                          | Russie             | Avion multirôle                                                                                     | Su-30MK Su-30MK2 | 2 9              | Un contrat pour 6 Su-30MK2 additionnels a été signé le 29 décembre 2011. 2 appareils sont arrivés le 22 février 2013,. |
| Dassault Rafale                                                       | France             | Avion multirôle                                                                                     | Rafale C Rafale B | 0                | Le gouvernement indonésien a signé en février 2022 un contrat portant sur la commande de 42 Rafale F4. Livraison, selon les prévisions de juin 2023, à partir de 2026. |
| Dassault Mirage 2000                                                  | France             | Avion multirôle                                                                                     | Mirage 2000-5 | 0                | Achat annoncé en juin 2023 de 12 appareils ex-qataris. |
| Avions d'entraînement                                                 |                    | | |                  | |
| FFA AS/SA-202 Bravo                                                   | Suisse             | entraînement de base                                                                                | AS/SA 202-18A3 | 28               | |
| KAI KT-1 Wongbee.                                                     | Corée du Sud       | | KT-1B | 11               | |
| Beechcraft T-34 Mentor                                                | États-Unis         | entraînement de base                                                                                | T-34C | 14               | |
| G 120TP.                                                              | Allemagne          | Entraînement de base au turbopropulseur                                                             | GROB G120TP | 4                | |
| BAe Hawk                                                              | Royaume-Uni        | Avion d'entraînement à réaction de base Avion d'entraînement à réaction avancé Attaque au sol léger | Hawk 53. Hawk 109 Hawk 209                                                                                             | 6 7 25           | |
| KAI T-50 Golden Eagle.                                                | Corée du Sud       | Avion d'entraînement avancé / Chasseur léger                                                        | TA-50 | 14               | 2 exemplaires perdus, en 2015 et en 2020. |
| Embraer EMB 314 Super Tucano                                          | Brésil             | Avion d'entraînement Attaque au sol léger                                                           | A-29A | 15               | 16 commandés ; Pour remplacer les OV-10, livraison entre 2012 et 2014. |
| Pont aérien tactique, transport aérien militaire, patrouille maritime |                    | | |                  | |
| Boeing 737                                                            | États-Unis         | VIP Transport Avion de patrouille maritime                                                          | 737-2Q8 737-4U3 737-2X9 Surveiller MPA                                                                                 | 3 3              | Les séries -400 sont d'ex-Garuda Indonesia, donnés à l'armée de l'air Équipé d'un radar Motorola AN/APS-135 SLAMMR (Side-looking Airborne Modular Multi-mission Radar) |
| Lockheed C-130 Hercules                                               | États-Unis         | transport Avion ravitailleur                                                                        | C-130B/-H/-H-30/ KC-130B Hercules                                                                                      | 8 2              | Contrat pour la mise à niveau de 4 C-130B attribué à ST Aero en 2008. La mise à niveau de 6 autres C-130B fut attribué à ARINC en juillet 2010, janvier 2011 et août 2012,. Un C-130H s'est écrasé en mai 2009 à Magetan, Java. L'Indonesie va recevoir 4 C-130H Hercules de la Royal Australian Air Force comme don au TNI-AU,. |
| Lockheed L-100                                                        | États-Unis         | transport/ VIP Transport                                                                            | L-100-30 | 6                | |
| CASA C-295                                                            | Espagne/ Indonésie | transport                                                                                           | CN-295M | 3                | L'Indonesie a signé un contrat de licence pour le C-295, deux seront construits par Airbus Military en Espagne, le reste sera produit par l'Indonesian Aerospace, |
| CASA CN-235                                                           | Espagne/ Indonésie | transport Patrouille maritime                                                                       | CN-235 110/220M CN-235 MPA                                                                                             | 14 5             | Pour la défense maritime minimale jusqu'en 2014. Un appareil (A-2301) s'est écrasé le 21 juillet 2005 à l'aéroport de Lhokseumawe-Malikussaleh. |
| Fokker F28 Fellowship                                                 | Pays-Bas           | transport                                                                                           | F-28 Mk 1000 F-28 Mk 3000                                                                                              | 5                | |
| CASA C-212                                                            | Espagne            | transport                                                                                           | NC-212-100 NC-212-200 NC-212-400                                                                                       | 27               | La mise à niveau des NC212-200/-400 est prévue dans le futur. Un appareil (A-2106) s'est écrasé le 26 juin 2008 près du mont Salak. |
| Hélicoptères                                                          |                    | | |                  | |
| Eurocopter EC 120 Colibri                                             | France             | Hélicoptère léger                                                                                   | EC-120B | 11               | Remplace les Bell 47G-3B |
| Sikorsky S-58                                                         | États-Unis         | Hélicoptère de transport                                                                            | S-58T | 8                | Actuellement[Quand ?] en cours de retrait de service à cause de leur âge et du manque de pièces de rechange |
| Aérospatiale SA330 Puma                                               | France             | Hélicoptère de transport                                                                            | NAS 330J | 11               | En service de 1978 au 31 décembre 2023, 5 en ligne lors de son retrait. |
| Bell 412                                                              | Canada États-Unis  | Hélicoptère de transport                                                                            | NBell 412S NBell 412HP                                                                                                 | 4 4              | +7 Bell 412EP ont été commandés depuis décembre 2011 |
| Bell 204                                                              | États-Unis         | Hélicoptère de transport                                                                            | Bell 204B | 4                | |
| MBB Bo 105                                                            | Allemagne          | SAR missions                                                                                        | NBO-105 CB NBO-105 CBS                                                                                                 | 6 1              | |
| Eurocopter AS332 Super Puma                                           | France             | SAR missions/Hélicoptère de transport VIP transport                                                 | NAS-332 Super Puma NAS-332 Super Puma VVIP                                                                             | 7 2              | Un total de 16 appareils ont été commandés depuis 1998 |
| Airbus Helicopters H225M Caracal                                      | France             | SAR missions                                                                                        | H225M | 6                | Un contrat a été signé le 5 avril 2012 pour 6 Eurocopter EC725 onfigurés pour les missions de recherche et sauvetage au combat, livraison prévue en 2014. |

† Produit localement par Dirgantara Indonesia

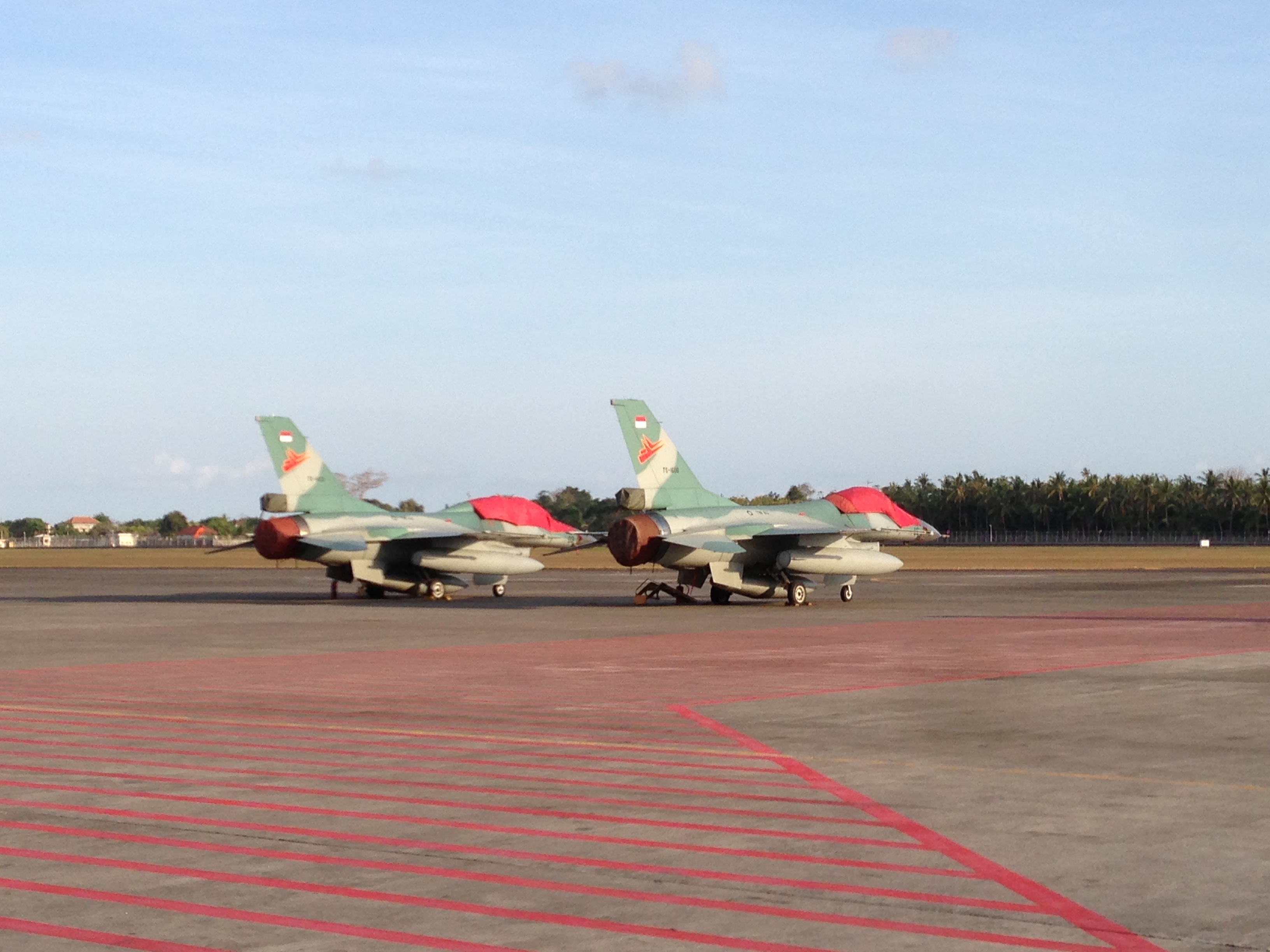
Deux F-16 du 3e escadron de chasse sur l'aéroport international Ngurah Rai
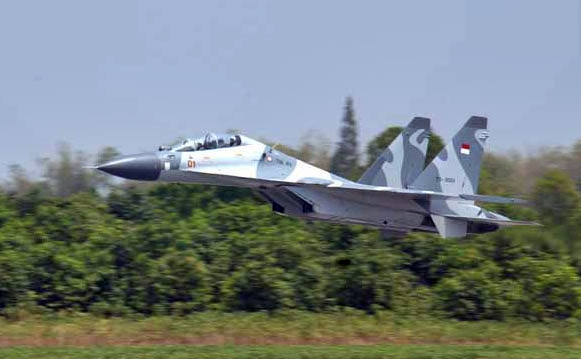
Un Su-30 du 11e escadron de chasse
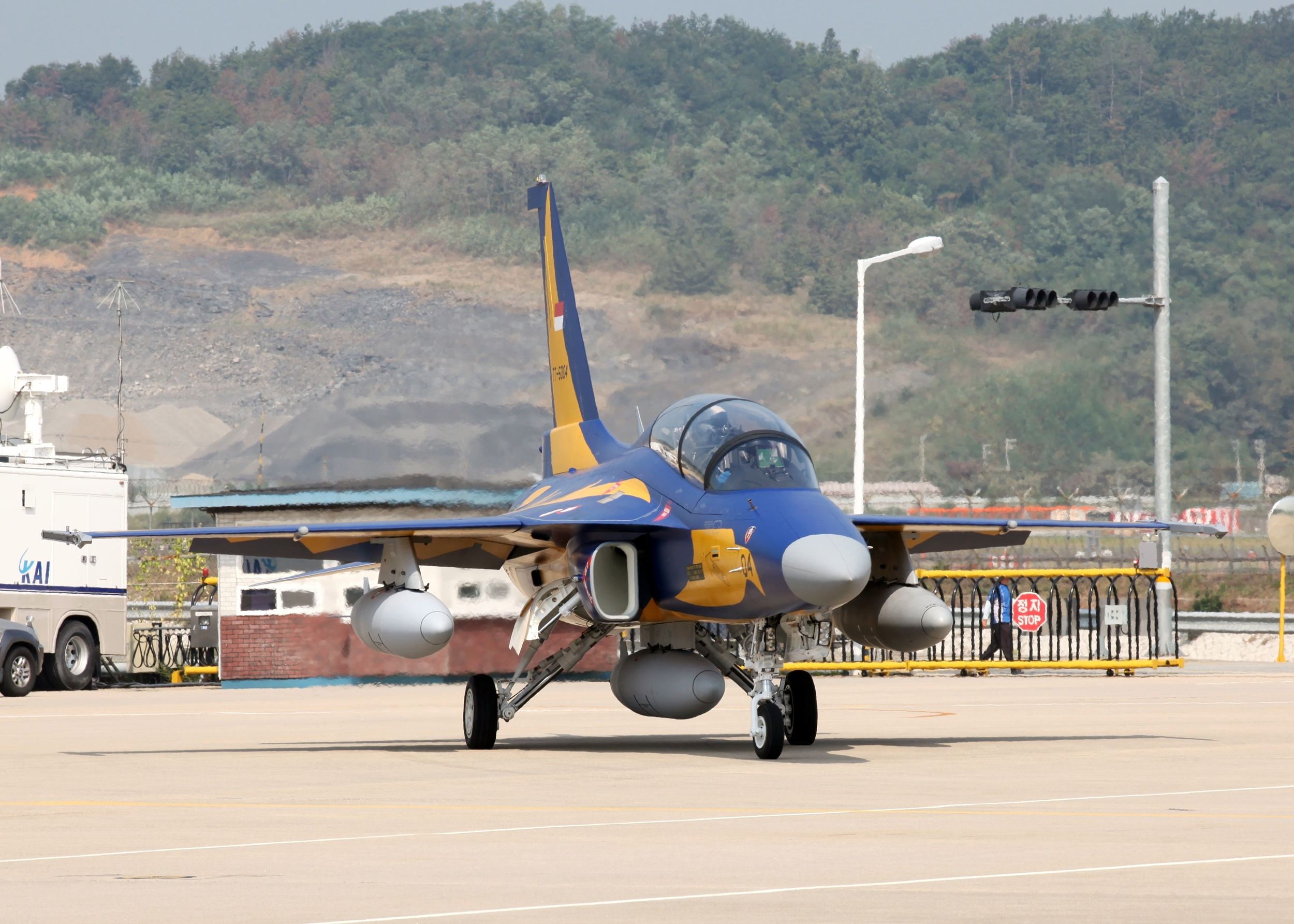
Un T-50I, version du KAI T-50 Golden Eagle destiné à l'armée de l'air indonésienne
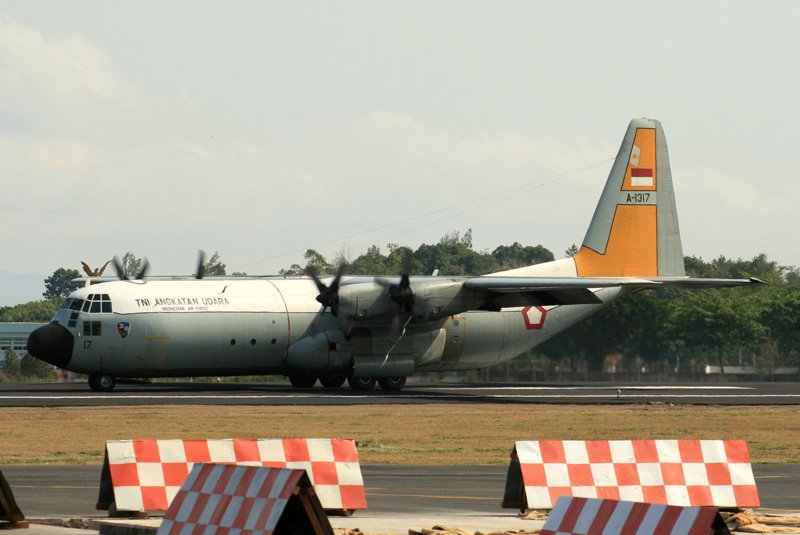
Lockheed C-130 Hercules de l'armée de l'air indonésienne sur la base aérienne Adisucipto à Yogyakarta
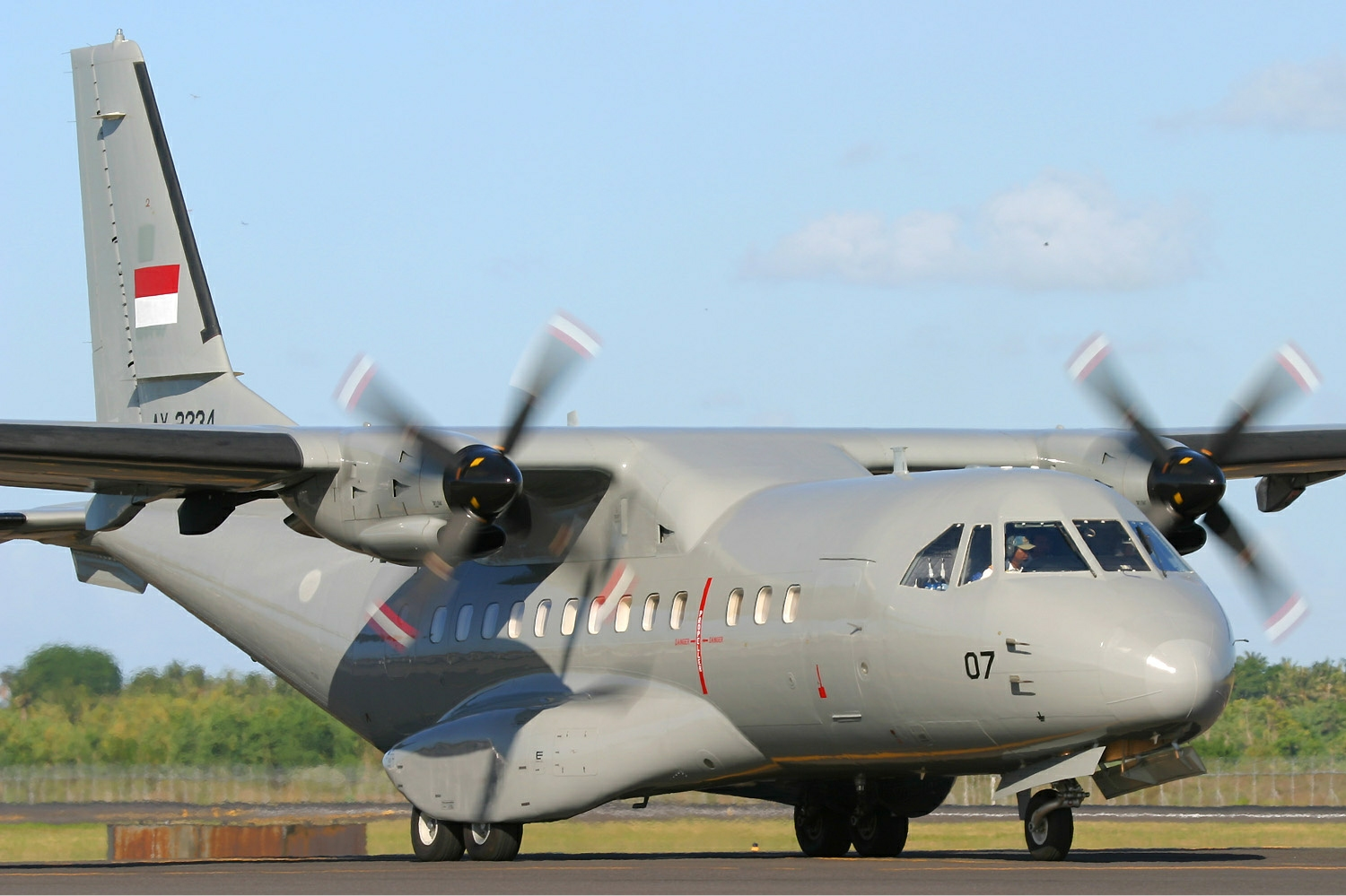
Airtech CN-235 de l'armée de l'air indonésienne

## Source
- Site de la TNI-AU : http://www.tni-au.mil.id